# 上村長種
上村 長種（うえむら ながたね）は、戦国時代の武将。肥後国相良氏の家臣。

## 略歴
上村氏は相良氏の庶流で、相良氏初代当主・相良長頼の四男・頼村を祖とする分家であるが、頼興・長種兄弟の祖父である上村直頼の室は12代当主為続の姉で、さらに父・上村頼廉は為続の三男が直頼の養子となったものであった。そのため13代当主・相良長毎は伯父にあたり、主君であった長祗や義滋（長唯）も従弟の関係にあった。
長種は水俣城主であったが、上村城主の兄頼興が義滋と盟約して甥の頼重を相良氏宗家の世子としたことから、長種も家老として重用され、大永7年（1527年）4月3日、八代城主となった。
享禄2年（1529年）3月8日、長種は乱を起こした犬童一族が勢力を持つ佐敷を攻めて、7月6日には同城を落とし、さらに11月19日には犬童重良の湯浦城（小野嶽城）を落としたので、重良父子は津奈木城へ逃れた。翌年正月5日に津奈木城を攻めて26日に落としたので、相良長定や重良父子はさらに逃亡した。27日、長種は、長祗の首を取った当人である犬童忠匡（匡政）とその息子左近を捕えて、八代に連行して処刑した。3月には、乱の首謀者であった元奉行の犬童刑部左衛門長広を捕え、人吉に護送して中川原で斬首した。
天文2年（1533年）、義滋が主城を移すということで、八代城を出て、八代中島（氷川町）に館を設けて移った。
長種は「花の木」と称されたほど連歌の達人で、優れた教養人でもあり、『南藤蔓綿録』には「天性、心繰り温和ニシテ内ニハ礼譲ヲ秘シ、外ニハ文武ヲ兼ネ、昼夜御執行ニハ天法兵道ヲ御執行ナリ」と評されるほどで、家中における人望は兄を凌いでいたと伝わる。しかしこれを逆に危ぶんで頼興に讒言する者があり、頼興は自分亡き後、息子の頼重（長為）の代になれば謀反を起こすのではないかと疑心暗鬼するようになった。
天文4年（1535年）、頼興は、奉行相良長兄、丸目頼美、東直政と謀り、4月8日、八代・鷹峯城に呼び出し、刺客蓑田長親（平馬允）に命じて、実弟である長種を暗殺した。享年41。
大隅国の有川氏に嫁いでいた娘は長種死去後に離縁され、天文6年（1537年）に餓死した後、有川氏を祟ったとされる。そのため、その鎮魂の為に姶良郡加治木木田村に宝現大明神（隈媛神社）が建立された。